# Camponotus divergens
Camponotus divergens är en myrart som beskrevs av Mayr 1887. Camponotus divergens ingår i släktet hästmyror, och familjen myror. Inga underarter finns listade.